# Burden of Truth
Burden of Truth - Il peso della verità è una serie televisiva canadese, ideata da Brad Simpson e interpretata da Kristin Kreuk.
La serie è stata trasmessa sul canale CBC dal 10 gennaio 2018 al 18 marzo 2021.
Il 18 marzo 2021, la serie viene cancellata dopo quattro stagioni.

## Trama
L'avvocato aziendale Joanna Hanley torna nella sua piccola città natale di Millwood per rappresentare una grande azienda farmaceutica contro un gruppo di ragazze malate.

## Episodi
| Stagione         | Episodi | Prima TV Canada | Prima TV Italia |
| ---------------- | ------- | --------------- | --------------- |
| Prima stagione   | 10      | 2018            | 2021            |
| Seconda stagione | 8       | 2019            | 2021            |
| Terza stagione   | 8       | 2020            | 2021            |
| Quarta stagione  | 8       | 2021            | 2021            |

## Personaggi e interpreti

### Personaggi principali
- Joanna Hanley, interpretata da Kristin Kreuk.
- Billy Crawford, interpretato da Peter Mooney.
- Luna Spence, interpretata da Star Slade.
- Diane, interpretata da Nicola Correia-Damude.
- Ben Matheson (stagioni 1-2), interpretato da David Lawrence Brown.
- Owen Beckbie, interpretato da Meegwun Fairbrother.
- Taylor Matheson, interpretata da Anwen O'Driscoll.
- Molly Ross (stagioni 1-2), interpretata da Sara Thompson.
- Teddie Lavery (stagione 2), interpretata da Michelle Nolden.
- Noah Achari (stagione 2), interpretato da Varun Saranga.
- Kodie Chartrand (stagione 3), interpretata da Sera-Lys McArthur.
- Katherine "Kat" Carmichael (stagione 3), interpretata da Dayle McLeod.

### Personaggi ricorrenti
- Georgia Lewis, interpretata da Cassandra Potenza.
- Alan Christie, interpretato da Benjamin Ayres.
- Gerrilyn Spence, interpretata da Jessica Matten.
- Wendy Ross, interpretata da Rebecca Gibson.
- Lisa Mitchell, interpretata da Jerni Stewart.
- Allie Nash, interpretata da Montana Lehmann.
- David Hanley, interpretato da Alex Carter.

## Produzione
Il 4 aprile 2018, la serie viene rinnovata per una seconda stagione, composta da 8 episodi.

## Trasmissione internazionale
Nell'aprile 2018, la rete The CW ha acquisito la serie per trasmetterla negli Stati Uniti nel corso dello stesso anno. In Italia viene trasmessa su Rai 4 dal 16 novembre 2021.